# Tarsus BSK
El Tarsus Belediyespor Kulübü es un club turco de baloncesto femenino. Viste a franjas blanquiazules, y juega en la TKBL, en la Sala Deportiva de Tarsus.
En 2011 hizo su mejor temporada hasta hoy (a fecha de 2013), con un 3.er puesto en la liga y un subcampeonato de Copa. En 2013 debutó en la Euroliga.

## Títulos
- Copa: Subcampeón en 2011

## Plantilla 2013-14
- Bases:  Natasha Lacy (1,78), Özge Yavas (1,70)
- Escoltas: Rana Derin (1,80)
- Aleras: Burcu Cigil,  Donneka Hodges (1.77)
- Ala-pívots: Nazli Gökdemir (1,94),  Delisha Milton-Jones (1,91),  Katsyarina Snytsina (1,88), Ilknur Yildizhan (1,87)
- Pívots: Korel Engin (1,98)

Entrenador: Osman Orak